# Aka (Hungria)
Aka é um município da Hungria, situado no condado de Komárom-Esztergom. Tem 18,1 km² de área e sua população em 2019 foi estimada em 243 habitantes.